# Banayoyo
Banayoyo es un municipio de 5ª categoría situado en la provincia de Ilocos Sur, en Filipinas. Según el censo de 2000, cuenta con una población de 6,728 habitantes.

## Barangays
Está subdividido en 14 barangays.
- Bagbagotot
- Banbanaal
- Bisangol
- Cadanglaan
- Casilagan Norte
- Casilagan Sur
- Elefante
- Guardia
- Lintic
- López
- Montero
- Naguimba
- Pila
- Población